# Giuseppe Gherardeschi
Giuseppe Gherardeschi (Pistoia, 3 novembre 1759 – Pistoia, 6 agosto 1815) è stato un organista e compositore italiano.

## Biografia
Iniziò a studiare musica con il padre Domenico, maestro di cappella della Cattedrale di Pistoia, e con lo zio Filippo Maria. Successivamente si perfezionò sotto l'insegnamento di Nicola Sala a Napoli al Conservatorio della Pietà dei Turchini. Tornato nella sua città natale fu nominato organista della Chiesa di Santa Maria dell'Umiltà e successivamente, nel 1800 prese il posto di direttore della cappella del duomo pistoiese, succedendo al padre.
Per quanto concerne l'attività di compositore egli scrisse diversa musica sia vocale (sacra e profana) che strumentale (per strumento solo, da camera e per orchestra).

## Opere

### Musica vocale

#### Musica profana
- Daliso e Delmita (opera, 1782)
- Angelica e Medoro (cantata, 1783)
- L'apparenza inganna (opera, 1784)
- L'ombra di Catilina (cantata, 1789)
- L'impazienza (cantata, 1798)
- La speranza coronata (cantata, 1804-1809)
- Altre arie, duetti e cori

#### Musica sacra
- Il sacrificio di Jeft (oratorio, 1803)
- 30 Messe
- 37 Lamentazioni
- 90 Mottetti
- 5 Te Deum
- Altri lavori sacri minori

### Musica strumentale
- 6 sonate per clavicembalo o fortepiano e violino obbligato
- Alcuni concertoni
- Quintetto per fiati
- 7 sinfonie
- 6 trii per 2 violini e violoncello (1784)
- 2 sonate per clavicembalo
- Numerosi lavori per organo
- Altri lavori minori

## Fonti

### Autografi
Si segnalano quattro autografi di Gherardeschi: all'Accademia Filarmonica di Bologna (Fondo Masseangeli), datato 1787; alla Biblioteca Nazionale Centrale di Roma; all'Archivio musicale dell'Ordine dei Cavalieri di Santo Stefano (alla cui segnalazione ha contribuito il Centro Documentazione Musicale della Toscana); e nel Fondo Rospigliosi della Biblioteca Forteguerriana di Pistoia (un Benedictus del 1783).

### Manoscritti
Esistono 13 copie manoscritte, per lo più tardo-settecentesche e ottocentesche, recanti opere di Gherardeschi, più della metà delle quali conservate nella Biblioteca di San Francesco di Bologna. Cinque copie coeve, soprattutto di sinfonie, sono alla Bibliothèque Publique et Universitaire de Neuchâtel. Due manoscritti di inizio ottocento recanti due arie sono alla Bayerische Staatsbibliothek di Monaco. Due copie sono presenti anche nel Conservatorio di Firenze, e nel Fondo Rospigliosi della Biblioteca Fonteguerriana di Pistoia (un Salve Regina, datato 1783, e una cantata epitalamica del 1812, probabilmente autografa), mentre possiedono un unico esemplare manoscritto delle sue opere il Conservatorio di Padova, la Biblioteca privata Giancarlo Rostirolla di Roma, il Fondo Rospigliosi dell'Archivio Capitolare di Pistoia (un Divertimento concertante del 1789), il Benediktinerabtei di Metten e la Santini-Bibliothek di Münster.

### Edizioni a stampa
Ci è pervenuta l'edizione del 1810, stampata a Firenze da Ranieri del Vivo, di Sei sonate per cembalo o piano-forte con l'accompagnamento d'un violino obligato, di cui si conservano esemplari nel Fondo Venturi di Montecatini Terme, nel Conservatorio di Firenze e nell'Archivio Capitolare di Pistoia.

## Discografia
- Musica italiana per organo: Giuseppe Gherardeschi, Rondò e Sonata per organo a guisa di banda militare che suona una marcia - Ton Koopman
- Viaggio nel '700 Italiano: Giuseppe Gherardeschi, Sonata per organo a guisa di banda militare che suona una marcia - Marco Cadario